# BeamNG.drive
BeamNG.drive, kurz auch BeamNG, ist eine Fahrsimulation des deutschen Entwicklerstudios BeamNG GmbH. Die Software ist darauf fokussiert, in Echtzeit besonders realitätsnahe Fahrzeugphysik zu simulieren. Die Software wurde am 29. Mai 2015 durch das Steam-Early-Access-Programm veröffentlicht. BeamNG.drive ist der Nachfolger zu Rigs of Rods, ehemalige Hauptentwickler von Rigs of Rods arbeiten auch an BeamNG.drive.

## Spielprinzip
In BeamNG.drive wird der Spieler in einer meist großen, frei befahrbaren Welt abgesetzt, wo er zu jedem Zeitpunkt ein Fahrzeug wählen kann, um die Welt zu befahren. Die offiziellen Welten bestehen aus Asphaltstraßen, aber auch Offroadstrecken und besitzen vielerlei Hindernisse, die bei der Fahrt berücksichtigt werden müssen. Die besonders realistische Physik-Engine der Software kommt speziell bei Kollisionen mit Hindernissen zur Geltung. Fahrzeuge selbst sind detailliert modelliert und simuliert, was es dem Spieler auch erlaubt, viele Teile an Fahrzeugen zu modifizieren.

## Entwicklung
Am 28. Mai 2012 veröffentlichte BeamNG ein YouTube-Video mit dem Titel Revolutionäre Weichkörperphysik in CryEngine3, in dem die Fahrzeugverformungstechnologie vorgestellt wurde. Ursprünglich sollte BeamNG.drive auf CryEngine 3 basieren, doch der Einsatz in einem Fahrspiel deckte zahlreiche Fehler auf, was dazu führte, dass die Entwicklung auf Torque 3D übertragen wurde. Am 3. August 2013 wurde eine kostenlose Tech-Demo veröffentlicht, zusammen mit kostenpflichtigem Zugang zu einem Alpha-Test.
Das Spiel wurde am 12. Februar 2014 einer offenen Abstimmung auf Steam Greenlight unterzogen und acht Tage später grünes Licht gegeben. Am 29. Mai 2015 wurde das Spiel als Early Access veröffentlicht.
Am 15. Juni 2018 gab BeamNG eine Partnerschaft mit Camshaft Software, Developers of Automation, bekannt und enthüllte die Hinzufügung einer Exportfunktion, die es Spielern ermöglicht, in Automation hergestellte Fahrzeuge als voll fahrbare Fahrzeuge in BeamNG.drive zu exportieren.
Am 25. April 2022 gab BeamNG bekannt, dass die Entwicklung des 32-Bit-Zweigs mit der Alpha-Version 0.25 eingestellt wird. Sie gaben an, dass weniger als 0,5 % der Spieler die 32-Bit-Version verwendeten und dass die Entscheidung die Entwicklung des Spiels beschleunigen und es den Entwicklern ermöglichen würde, die Vorteile neuerer Technologien voll auszuschöpfen.
Im Juni 2022 kündigte BeamNG experimentelle Unterstützung für Linux mit Version 0.25 an.
Im Dezember 2023 wurde eine experimentelle Version der Vulkan API veröffentlicht. Dieser soll die Spielperformance verbessern und ermöglicht auch VR. Im Update 0.30 kam eine frühe Version des VR Modus raus.

## Spielweise
BeamNG.drive bietet verschiedene Spielmodi und -szenarien wie Kampagnen, Zeitfahren sowie einen Freeroam-Modus. Kampagnen sind Sammlungen kleiner Szenarien zu bestimmten Themen, darunter Rennen, Verfolgungsjagden und Stunts. Beim Zeitfahren wählt der Spieler ein Fahrzeug, eine Karte und eine Route aus und tritt gegen seine eigene Bestzeit an. Im freien Spiel können Spieler Karten erkunden und mit ihnen experimentieren, sodass sie Objekte und Fahrzeuge auf der Karte bedienen, platzieren und manipulieren können. Sie können auch Umwelteigenschaften wie Schwerkraft und Wind verändern. Spieler können verschiedene Objekte einsetzen, von Straßensperren bis hin zu Waffen wie Kanonen, um anderen Fahrzeugen Schaden zuzufügen.
Ab der Alpha-Version 0.26 bietet das Spiel eine experimentelle Version eines Karrieremodus, auf den man zugreifen kann, indem man sechsmal auf die Hauptmenüschaltfläche mit der Bezeichnung „Karriere (in Kürze)“ klickt. Dieser Spielmodus bietet vier Karrierezweige: Motorsport, Arbeiter, Spezialisiert und Abenteurer. Durch das Abschließen von Missionen erhält der Spieler Spielwährung und zwei Arten von Erfahrungspunkten: Branch EXP, also Erfahrungspunkte, die in bestimmten Zweigen gesammelt werden, und Beam EXP, die Gesamtzahl der Erfahrungspunkte. Am 20. September 2023 wurde mit der Veröffentlichung des Updates 0.30 der Karrieremodus komplett aktualisiert – nun inklusive Tutorial und Nutzungsmöglichkeiten für die Systeme Branch EXP und Beam EXP. Ab Version 0.30 können Spieler Autos mit einer Spielwährung namens BeamBucks kaufen und sie individuell anpassen (beide Funktionen sind noch in der Entwicklung). Karrierespeicherungen, die zwischen 0.26 und 0.30 erstellt wurden, sind mit 0.31 und höher nicht kompatibel.

### Physik
BeamNG.drive nutzt Weichkörperphysik, um Fahrzeugdynamik und Kollisionen zwischen Objekten und Fahrzeugen zu simulieren. Algorithmen wurden für das Physiksystem des Spiels erstellt und optimiert. Das Spiel basiert stark auf Code in Lua und nutzt Pakete lokaler Daten über das Lua-Netzwerksystem, während das Spiel läuft. Die Engine des Spiels berechnet während des Spiels physikalische Gleichungen und Probleme in Echtzeit.
Die Fahrzeuge im Spiel bestehen aus einer Knoten-Träger-Struktur mit weichem Körper, ähnlich denen in Rigs of Rods. Knoten-Träger-Strukturen werden in einem JSON-ähnlichen Textdateiformat namens JBeam dargestellt. Die Physik-Engine simuliert ein Netzwerk miteinander verbundener Knoten und Balken, die zusammen ein unsichtbares Skelett eines Fahrzeugs mit realistischen Gewichten und Massen bilden. Im Hinblick auf die Weichkörperphysik biegen und verformen sich Fahrzeuge realistisch, wenn Belastungen, wie z. B. Stöße durch Kollisionen, auf das Skelett einwirken. Neben der Karosserieverformung werden auch verschiedene andere Schadensarten simuliert, wie z. B. defekte Motoren, abgerissene Türen und zerbrochene Fenster. Wenn ein Fahrzeug stark beschädigt ist, kann der Motor ausfallen und das Fahrzeug unbrauchbar werden. Ferner wird das Fahrzeug auch durch eine Überlastung der Antriebswelle, der Kupplung und anderer wichtiger Komponenten beschädigt, was zu einem katastrophalen Ausfall des Fahrzeugs führen kann. Nach einer übermäßigen Anzahl von Kollisionen oder durch einen direkten Aufprall auf das Heck des Fahrzeugs können Reifen platzen und Kraftstofftanks explodieren.